# Томиловы (деревня)
 Томиловы — деревня в Кировской области. Входит в состав муниципального образования «Город Киров»

## География
Расположена на расстоянии примерно 11 км по прямой на запад-юго-запад от железнодорожного вокзала станции Киров.

## История
Известна с 1719 года как деревня Калининская с населением 5 душ мужского пола, в 1764 19 жителей, в 1802 6 дворов. В 1873 здесь (починок Калининский или Томиловы) дворов 5 и жителей 47, в 1905 (Калининская или Томиловы) 11 и 81, в 1926 (Томиловы или Калининская, Токари) 16 и 84, в 1950 (Томиловы) 27 и 92, в 1989 5 жителей. Настоящее название утвердилось с 1939 года. Административно подчиняется Ленинскому району города Киров.

## Население
Постоянное население составляло 3 человека (русские 83%) в 2002 году, 3 в 2010.